# Jíbito
Jíbito es una villa peruana ubicada en el distrito de Miguel Checa, perteneciente a la provincia de Sullana del departamento de Piura, al norte del Perú.

## Ubicación
Jíbito se ubica al sur de la provincia de Sullana, en el distrito de Miguel Checa, en el departamento de Piura.

## Demografía
En 2017 Jíbito tenía una población de 4423 habitantes y 1428 viviendas.
| Gráfica de evolución demográfica de Jíbito entre 1940 y 2017 |
|                                                              |
| Fuentes: Población 1940, 1993 y 2017                         |